# Niemrawiec pospolity
Niemrawiec pospolity (Bungarus fasciatus) – gatunek węża z rodziny zdradnicowatych (Elapidae).
Zamieszkuje obszar od północnych i środkowych Indii, Nepalu i Bhutanu po południowo-wschodnie Chiny, Indochiny, Malezję, Brunei i Indonezję. Gatunek ten trzyma się zwykle blisko wody, toteż zamieszkuje wilgotne lasy równikowe, a także pola ryżowe. Można go także spotkać w pobliżu siedzib ludzkich. Ciało węża jest koloru ciemnego z 25–35 żółtymi poprzecznymi pasami. Prowadzi nocny tryb życia. Poluje głównie na inne węże, jaszczurki, żaby i drobne ssaki. Jest gatunkiem jadowitym, neurotoksyny zawarte w jadzie powodują upośledzenie czynności układu oddechowego. Bez pomocy medycznej ukąszony może umrzeć w ciągu 6–24 godzin.